# Cuttura
Cuttura ist eine Ortschaft und eine Commune déléguée in der französischen Gemeinde Coteaux du Lizon mit 301 Einwohnern (Stand 1. Januar 2022) im Département Jura in der Region Bourgogne-Franche-Comté.

## Geographie
Cuttura liegt auf 619 m, etwa fünf Kilometer nordwestlich der Stadt Saint-Claude (Luftlinie). Das Bauerndorf erstreckt sich im Jura, auf einer Anhöhe östlich des Taleinschnitts des Lison, am Fuß der Höhe des Bois de Cuttura.
Die Fläche der 5,95 km² großen Commune déléguée umfasst einen Abschnitt des französischen Juras. Die westliche Grenze verlief entlang dem Lison, der sich hier allmählich in das Plateau de Lizon eintieft. Vom Flusslauf erstreckt sich das Areal der Commune déléguée ostwärts über das Plateau von Cuttura und bis auf die angrenzenden, zumeist bewaldeten Höhenrücken von Bois de Cuttura (bis 840 m), Bois de Lésigna (bis 750 m) und Forêt d’Avignon. Hier wurde mit 900 m die höchste Erhebung von Cuttura erreicht. Das Gebiet der Commune déléguée ist Teil des Regionalen Naturparks Haut-Jura (frz.: Parc naturel régional du Haut-Jura).
Nachbargemeinden von Cuttura waren Saint-Claude im Nordosten, Avignon-lès-Saint-Claude im Südosten, Ponthoux und Saint-Lupicin im Süden sowie Ravilloles im Nordwesten.

## Geschichte
Im 5. Jahrhundert wurde auf dem heutigen Gemeindegebiet das Priorat Notre-Dame gegründet, das im 8. Jahrhundert zerstört wurde. Mittlerweile hatte sich bei diesem Priorat die Siedlung Cuttura entwickelt. Das im 10. Jahrhundert wiederaufgebaute Priorat erhielt den Namen Notre-Dame-de-Cuttura. Seit dem Mittelalter gehörten Dorf und Priorat zum Herrschaftsgebiet der Abtei Saint-Claude. Zusammen mit der Franche-Comté gelangte Cuttura mit dem Frieden von Nimwegen 1678 an Frankreich.
Die Gemeinde Cuttura wurde am 1. Januar 2017 mit Saint-Lupicin zur neuen Gemeinde Coteaux du Lizon zusammengeschlossen.

## Bevölkerung
| Bevölkerungsentwicklung | Bevölkerungsentwicklung |
| Jahr                    | Einwohner               |
| ----------------------- | ----------------------- |
| 1962                    | 162                     |
| 1968                    | 170                     |
| 1975                    | 159                     |
| 1982                    | 178                     |
| 1990                    | 242                     |
| 1999                    | 345                     |
| 2005                    | 365                     |
| 2013                    | 329                     |

Mit zuletzt 329 Einwohnern (Stand 1. Januar 2013) gehörte Cuttura zu den kleinen Gemeinden des Départements Jura. Nachdem die Einwohnerzahl in der ersten Hälfte des 20. Jahrhunderts markant abgenommen hatte (1896 wurden noch 310 Personen gezählt), wurde seit Mitte der 1970er-Jahre wieder eine deutliche Bevölkerungszunahme verzeichnet.

## Wirtschaft und Infrastruktur
Cuttura war lange Zeit ein vorwiegend durch die Landwirtschaft, insbesondere Viehzucht und Milchwirtschaft, sowie durch die Forstwirtschaft geprägtes Dorf. Zum traditionellen Handwerk gehörte eine Drechslerei. Die Wasserkraft des Lison wurde zur Energiegewinnung und für den Betrieb von Mühlen genutzt. Heute gibt es einige Betriebe des lokalen Kleingewerbes. Viele Erwerbstätige sind auch Wegpendler, die in den größeren Ortschaften der Umgebung ihrer Arbeit nachgehen.
Die Ortschaft liegt abseits der größeren Durchgangsstraßen. Die Hauptzufahrt erfolgt von der Hauptstraße im Tal der Bienne. Weitere Straßenverbindungen bestehen mit Saint-Lupicin, Ravilloles, Leschères und Valfin-lès-Saint-Claude.